# Toyotomi Hidetsugu
Toyotomi Hidetsugu (豊臣 秀次, 1568-15 juillet 1595) est un neveu et obligé de Toyotomi Hideyoshi durant l'époque Sengoku du XVIe siècle japonais.
Pratiquant de la tradition du shudō, Hidetsugu dispose d'un certain nombre de wakashū dont Yamamoto Tonoma, Yamada Sanjuro et Fuwano Mansaku (aussi appelé Bansaku), son préféré qui gagne une renommée durable pour la beauté de son corps et de son esprit.

## Biographie
Hidetsugu est le fils de la sœur ainée de Hideyoshi mais est adopté par le clan Miyoshi qui lui donne le nom de « Miyoshi Nobuyoshi ». Il prend plus tard le nom « Hashiba Hidetsugu » en l'honneur de son célèbre oncle : Hashiba est le nom de la famille Hideyoshi et Hidetsugu peut se traduire par « prochain Hide ».
Après l'incident du Honnō-ji en 1582, Hidetsugu reçoit un domaine aux revenus de 400 000 koku dans la province d'Ōmi car il est un des rares parents de Hideyoshi. Au cours de sa carrière de général, il subit de lourdes pertes à la bataille de Komaki et Nagakute contre Tokugawa Ieyasu, mais il fait ses preuves au cours de l'invasion de Shikoku par Hideyoshi en 1585 et au siège d'Odawara en 1590. Il se révèle également un gouverneur compétent de la jōkamachi (ville-château) d'Ōmihachiman.
En 1590, (Tenshō 18), il est nommé résident du château de Kiyosu dans la province d'Owari dont Oda Nobukatsu a été auparavant le seigneur. L'année suivante, Hideyoshi perd Toyotomi Tsurumatsu, son héritier légitime avant que celui-ci n'atteigne l'âge adulte, ce qui amène Hidetsugu au poste de régent kanpaku de l'empereur, en 1592. Cela implique que Hidetsugu se rende au Jūrakudai à Kyoto avec pour conséquence ce qui s'appelle un « double système de gouvernement » (二元政治) dirigé par Hidetsugu et Hideyoshi, avec l'hypothèse que Hidetsugu succède à Hideyoshi après sa mort. Tandis que Hideyoshi est engagé dans la guerre Imjin de la péninsule coréenne, (batailles de Bunroku et Keicho), Hidetsugu gère à sa place les affaires courantes.
En 1593, Yodo-dono, la concubine de Hideyoshi, donne naissance à un nouvel héritier, Hideyori, et les relations entre Hidetsugu et Hideyoshi commencent à se détériorer. Des rumeurs se répandent selon lesquelles Hidetsugu commet des meurtres répétés, ce qui lui vaut le surnom de « kanpaku preneur de vies » (殺生関白) — bien que les historiens modernes doutent de la pertinence de ces rumeurs.
Finalement, Hidetsugu est accusé en 1595 de préparer une révolte et il lui est ordonné de commettre seppuku au mont Kōya. Avec lui meurent ses trois wakashu qu'il aide à commettre le seppuku.
Les daimyos qui lui sont associés sont mis en résidence surveillée et le Jūrakudai est détruit. Puis Hideyoshi ordonne l'exécution de toute la famille Hidetsugu, y compris les enfants, les épouses et maîtresses à Sanjogawara. La dureté et la brutalité consistant à exécuter 39 femmes et enfants choque la société japonaise et libère de nombreux daimyos de l'autorité de Toyotomi. Comme par ailleurs Hidetsugu est le dernier membre adulte du clan Toyotomi à part Hideyoshi lui-même, il apparaît que cette tuerie est une des causes majeures de la chute des Toyotomi. Particulièrement tragique est le cas de la fille (âgée de 15 ans) du daimyo Mogami Yoshiaki que Hideyoshi refuse de gracier, alors qu'elle vient d'arriver à Kyoto pour devenir la concubine de Hidestugu et n'a même pas encore rencontré son futur mari. Sa mort amène le puissant clan Mogami à soutenir sans réserve Tokugawa Ieyasu à la bataille de Sekigahara contre les forces loyales à Toyotomi, à peine cinq ans plus tard.
Seul un enfant de Hidetsugu est épargné : une fille nommée Okiku (ja), âgée d'un mois qui est adoptée par Goto Noriyoshi (Goto Okiyoshi ?, 後藤興義), le neveu de son grand-père.

## Source de la traduction
- (en) Cet article est partiellement ou en totalité issu de l’article de Wikipédia en anglais intitulé « Toyotomi Hidetsugu » (voir la liste des auteurs).